# John Strong
John Strong fue un marinero inglés que es recordado por un viaje que realizó por las Islas Malvinas en 1690.

## Detalles del viaje por el Atlántico Sur
Strong había partido de Plymouth, Inglaterra, en noviembre de 1689 con destino a los puertos chilenos y peruanos del Pacífico, en los cuales pretendía comerciar, pero fue expulsado de ellos.
El 27 de enero de 1690, el capitán Strong en la nave HMS Welfare navegó el estrecho que separa las dos islas principales de las Malvinas, bautizándolo como Falkland Channel (estrecho de San Carlos en español), en honor de Anthony Cary, quinto vizconde de Falkland, el cual, como comisionado del Almirantazgo Británico, había financiado el viaje. 
Asimismo, Strong llamó a las islas como Tierra de Hawkins, en referencia a uno de los visitantes anteriores que tuvo el archipiélago.

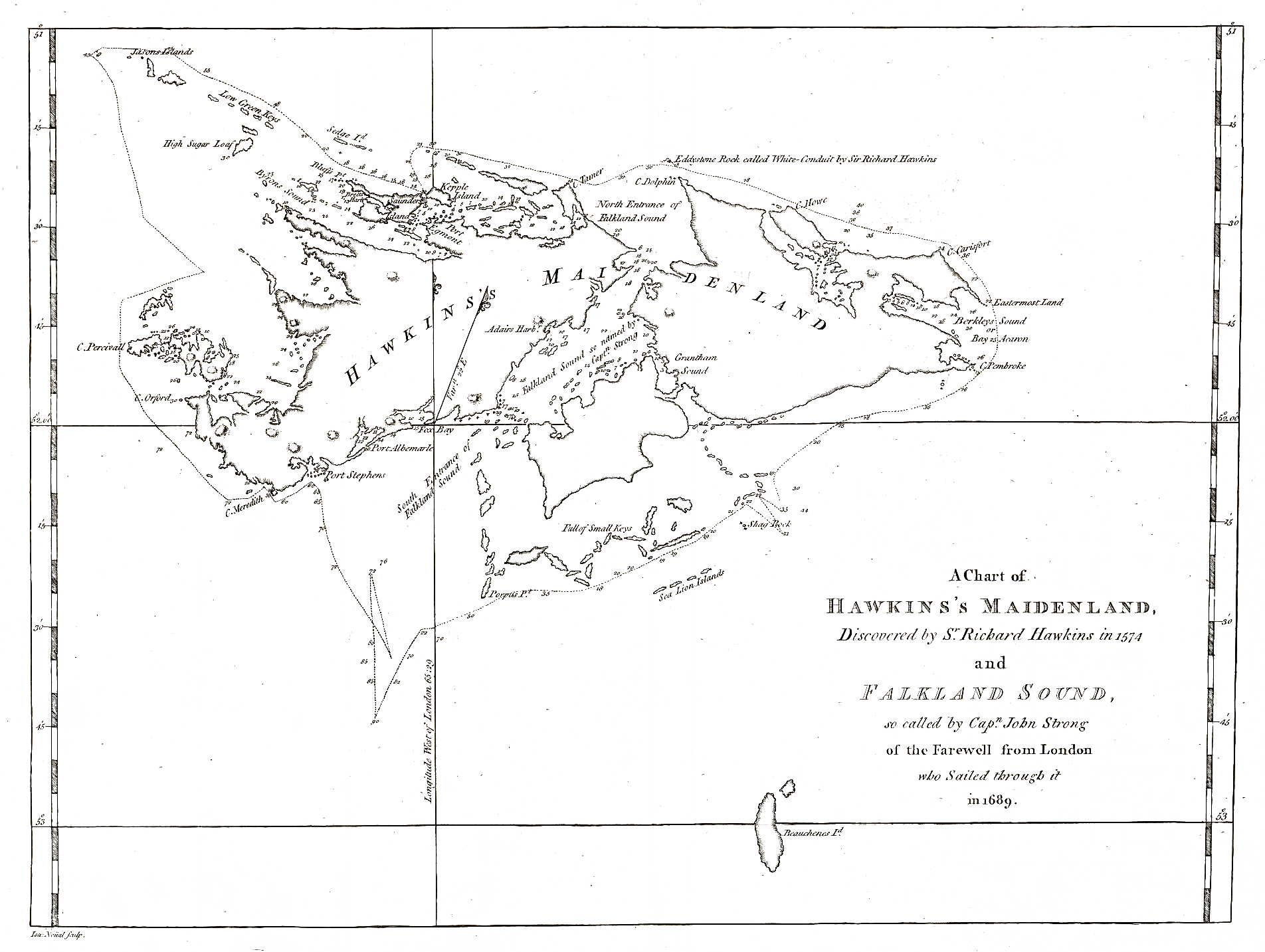
Mapa de Hawkins's Maidenland, hecho en 1773 por John Hawkesworth y John Byron. Se hace referencia al estrecho nombrado por Strong.

Desembarcó con algunos tripulantes el día 28 de enero a fin de aprovisionar sus bodegas con agua dulce, focas y pingüinos en la caleta Escarpada. Strong hizo algunos reconocimientos, pero no tomó posesión de las islas. Al mismo tiempo le llamó la atención la abundancia de gansos y patos, y la falta de madera. Así describió Strong la costa malvinense:

El lunes 27 de enero, vimos tierra. La costa se extiende aproximadamente de este a oeste; varias isletas la bordean. Enviamos a una de ellas nuestra canoa que volvió cargada de focas, pingüinos y pájaros de mar. Seguimos gobernando al este cuarto noreste; anclamos a las ocho de la noche; la costa corría siempre al este, a gran distancia, aunque podíamos distinguirla. La latitud era de 51º03' S.

Martes 28: A las cuatro de la mañana, vimos una roca situada a cuatro o cinco leguas de la isla principal; parecía un velero. A las seis entramos en un estrecho situado a 20 leguas de la tierra más occidental que habíamos reconocido. Calculamos 24 brazas a la entrada, que tiene 4 leguas de ancho. Penetramos hasta seis o siete leguas y echamos el ancla a 14 brazas. Hay numerosas ensenadas, bastante seguras. [Cerca de aquella donde anclamos] en la costa occidental, hallamos agua dulce en cantidad y matamos ocas y patos en abundancia. No hay bosques (...) El 31 levamos ancla con el viento oeste suroeste. Navegamos sondando, con la canoa delante de nosotros (...) El día siguiente a las diez, estábamos fuera del canal, que tiene unas 17 leguas de largo y al que llamé Falkland Sound...

La expedición continuó a través del Estrecho de Magallanes, al cual desembocó por el oeste en mayo. En este cruce, el doctor George Handisyd (médico a bordo del Welfare) hizo la primera colección botánica en la isla Grande de Tierra del Fuego.
De ese mismo año data el mapa holandés Orbis Terrarum Nova et Accurata Tabula de Gerard y de Leonard Valk, en el que aparece por primera vez el nombre Falkland.
Con el tiempo, el nombre en idioma inglés dado por Strong al estrecho se extendió al conjunto de las islas, que en ese idioma se conocen como Falkland Islands.

## Consecuencias del viaje
Según algunos defensores de la ocupación británica de las islas, ese desembarco de Strong sería el primero que se hizo en el archipiélago malvinense, lo que es ampliamente rechazado por muchos historiadores de diversas procedencias.